# Och en grej till...
Och en grej till... är den sjätte delen i Douglas Adams "trilogi" Liftarens guide till galaxen, skriven av Eoin Colfer. Boken släpptes 12 oktober 2009, på 30-årsdagen för den första boken i serien.
Till skillnad från tidigare titlar i serien är den inte ett citat från den första boken, utan från tredje kapitlet i Ajöss och tack för fisken:
| ” | The storm had now definitely abated, and what thunder there was now grumbled over more distant hills, like a man saying "And another thing…" twenty minutes after admitting he's lost the argument. | „ |